# Atteva
Atteva é um gênero de mariposa pertencente à família Acrolepiidae.